# Macarostola noellineae
Macarostola noellineae is een vlinder uit de familie mineermotten (Gracillariidae). De wetenschappelijke naam van deze soort is voor het eerst geldig gepubliceerd in 2002 door Vári.
De soort komt voor in tropisch Afrika.